# Carl Schottelius
Carl Schottelius (auch: Karl Schottelius, * 20. Dezember 1861 in Hannover; † 7. April 1905 ebenda) war ein deutscher Jurist und Schriftsteller.

## Leben
Schottelius wurde mit dem Titel Dr. jur. 1895 zunächst als Regierungsassessor in Schleswig beschäftigt, wo er 1901 zum Regierungsrat ernannt wurde. 1902 wurde er nach Hannover versetzt, wo er wenige Jahre später starb.

## Schriften
- Dichtungen, Hameln: Fündling, 1886[1]
- Sigmar. Dramatisches Gedicht in drei Teilen, Dresden: Grumbkow, 1895